# Kento Misao
Kento Misao (三竿 健斗 Misao Kento?), född 16 april 1996, är en japansk fotbollsspelare som spelar för Kashima Antlers.
Kento Misao spelade 3 landskamper för det japanska landslaget.